# ME Gazdaságtudományi Kar
A Miskolci Egyetem Gazdaságtudományi Kara egyike az újabban alapított karoknak Miskolcon, amely 1987 szeptemberében nyitotta meg kapuit hallgatói előtt. Miskolc mára a hazai közgazdászképzés egyik meghatározó jelentőségű bázisává vált. A PHD képzése a Hantos Elemér Gazdálkodás- és Regionális Tudományi Doktori Iskola keretén belül zajlik.

## Története
1987-ben, az akkor még Nehézipari Műszaki Egyetem Közgazdaságtudományi Intézete, a 37-1986. (VII.31) MT rendelet alapján kapott engedélyt főiskolai szintű közgazdász képzés beindítására. Az intézet, melynek igazgatója Susánszky János professzor lett, négy szaktanszékkel kezdte el működését. 1990-ben, az egyetemi képzési jogosítvány megszerzésével kialakult a 3+2-es, úgynevezett soros képzési struktúra, melynek keretében a gazdálkodási szakon főiskolai és egyetemi közgazdász diplomákat adtak ki.
1992-ben a Bradfordi Egyetem Menedzserképző Központjával kötött hároméves együttműködés keretében, kísérleti angol nyelvű MBA program indult.
Egyetemi diplomát a kar 1993. június 26-án adott ki először a tanévzáró ünnepségen, az első végzős 85 fő hallgatónak. Ez év szeptemberében indult „Vállalkozáselmélet és gyakorlat” címmel a kar PhD programja, melynek vezetője Nagy Aladár egyetemi tanár volt.

## A kar dékánjai
- Czabán János (1990–1994)
- Besenyei Lajos (1994–1997)
- Szintay István (1997–2006)
- Kocziszky György (2006–2014)
- Veresné Somosi Mariann (2014–)[2]

## Képzések

### Alapképzési szakok
Az alapképzésben meghirdetett szakok (zárójelben a specializációk):
- Emberi erőforrások alapképzési szak
- Gazdálkodási és menedzsment alapképzési szak (Menedzsment, Vállalkozási specializáció)
- Kereskedelem és marketing alapképzési szak (sales (értékesítési), Marketingkommunikáció specializáció)
- Nemzetközi gazdálkodás alapképzési szak (Nemzetközi vállalkozások, Európai regionális gazdasági kapcsolatok specializáció)
- Pénzügy és számvitel alapképzési szak (Pénzügy, Számvitel specializáció)
- Turizmus-vendéglátás alapképzési szak (Desztinációmenedzsment, Kulturális turizmus specializáció)

### Mesterképzési szakok
- Logisztikai menedzsment mesterképzési szak
- Marketing mesterképzési szak
- Master of Business Administration mesterképzési szak (magyar és angol nyelven)
- Nemzetközi gazdaság és gazdálkodási mesterképzési szak
- Regionális és környezeti gazdaságtan mesterképzési szak
- Számvitel mesterképzési szak
- Vállalkozásfejlesztési mesterképzési szak
- Vezetés-szervezés mesterképzési szak

#### Felsőfokú szakképzések
- Gazdálkodási és menedzsment felsőoktatási szakképzés
- Kereskedelem és marketing felsőoktatási szakképzés
- Nemzetközi gazdálkodási felsőoktatási szakképzés
- Pénzügy és számvitel felsőoktatási szakképzés
- Turizmus-vendéglátás felsőoktatási szakképzés

### Szakirányú továbbképzési szakok
- Település- és területfejlesztési menedzsment szakirányú továbbképzési szak
- Európa tanulmányok szakirányú továbbképzési szak
- Humánmenedzsment szakirányú továbbképzési szak
- Jogász-közgazdász szakirányú továbbképzési szak
- Mérnök-közgazdász szakirányú továbbképzési szak
- Orvos-közgazdász szakirányú továbbképzési szak
- Gyógyszerész-közgazdász szakirányú továbbképzési szak
- Helyi foglalkoztatás-fejlesztés szakirányú továbbképzési szak